# Поджо-ди-Нацца
Поджо-ди-Нацца (фр. Poggio-di-Nazza, корс. U Poghju di Nazza) — коммуна во Франции, находится в регионе Корсика. Департамент коммуны — Верхняя Корсика. Входит в состав кантона Гизони. Округ коммуны — Бастия.
Код INSEE коммуны — 2B236.

## Население
Население коммуны на 2008 год составляло 179 человек.
| 1962 | 1968 | 1975 | 1982 | 1990 | 1999 | 2008 |
| ---- | ---- | ---- | ---- | ---- | ---- | ---- |
| 288  | 305  | 288  | 224  | 165  | 185  | 179  |

## Экономика

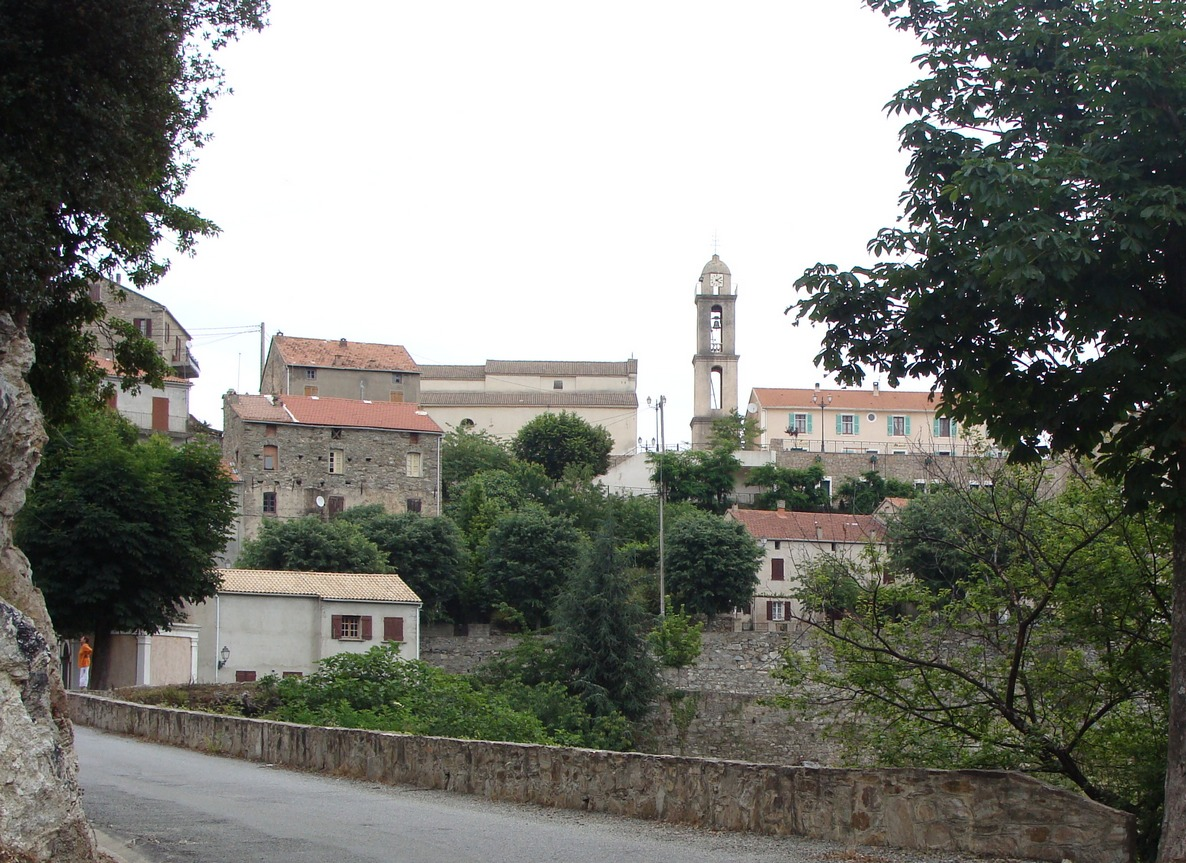
Поджо-ди-Нацца

В 2007 году среди 106 человек в трудоспособном возрасте (15—64 лет) 76 были экономически активными, 30 — неактивными (показатель активности — 71,7 %, в 1999 году было 56,3 %). Из 76 активных работали 73 человека (53 мужчины и 20 женщин), безработных было 3 (1 мужчина и 2 женщины). Среди 30 неактивных 10 человек были учениками или студентами, 11 — пенсионерами, 9 были неактивными по другим причинам.